# 朱壽鉁
福安憲惠王朱壽鉁（？—1593年），明朝第六代魯王——魯恭王朱頤坦的第五子。
萬曆八年（1580年）四月二十五日，明神宗派遣定遠侯鄧世棟等為正使持節，翰林院修撰黃鳳翔等為副使捧冊。封魯王朱頤坦的庶出第五子朱壽鉁為福安王。与楚王朱華奎、淮王朱載堅、益王朱翊鈏、宣寧王朱充燦為同时册封。萬曆二十一年（1593年）薨。無子，福安国除。七月四日，朝廷予魯府福安王朱壽鉁祭葬如例，十一月五日，賜朱壽鉁諡號憲惠。